# 熊澤尚人
熊澤 尚人（くまざわ なおと、1967年4月6日- ）は、日本の映画監督、脚本家。愛知県名古屋市出身。成城大学経済学部卒業。株式会社CRG（クリエイティブ・ガーディアン）所属。
妻は脚本家のまなべゆきこ。

## 略歴
成城大学在学中は映画研究部に所属し、1年下には中村義洋がいる。在学中に監督した自主映画『VIDE男』が集英社BJ映像大賞に入選、ゆうばり国際ファンタスティック映画祭オフシアター部門に出品。
大学卒業後、ポニーキャニオンに入社。『スワロウテイル』、『リング』等の映画のプロデュースに携わる傍ら、自主映画の制作も続け、1994年に『りべらる』がぴあフィルムフェスティバルに入選。
1999年同社を退社。その後、ミュージック・ビデオやOVなどの監督を務め、2004年には短編オムニバス映画『TOKYO NOIR トウキョーノワール〜Birthday〜』（自身のオリジナル脚本）でポルト国際映画祭最優秀監督賞を受賞。
2005年『ニライカナイからの手紙』（自身のオリジナル脚本）で劇場長編映画の初監督を務めた。
2020年 初の小説『おもいで写眞』（幻冬舎）を発表し、映画化した。

## 主な作品

### 映画
- TOKYO NOIR トウキョーノワール〜Birthday〜（2004年、短編映画）
- ニライカナイからの手紙（2005年）
- 親指さがし（2006年）
- 虹の女神 Rainbow Song（2006年）
- 雨の翼（2008年、短編映画）
- DIVE!!（2008年）
- おと・な・り（2009年）
- 君に届け（2010年）
- ジンクス!!!（2013年）
- 近キョリ恋愛（2014年）
- 忘れられる人（2016年、短編映画）
- 心が叫びたがってるんだ。（2017年）[2]
- ユリゴコロ（2017年）[3]
- 東映 presents HKT48×48人の映画監督たち「サバイバル・ウーマン」（2017年、短編映画）[4]
- ごっこ（2018年）
- おもいで写眞（2021年）[5]
- 隣人X -疑惑の彼女-（2023年）
- 盤上の向日葵（2025年）

### テレビドラマ
- バウンサー（2017年4月14日 - 6月23日、BSスカパー!）[6]
- 『このミス』大賞ドラマシリーズ 連続殺人鬼カエル男（2020年1月10日 - 2月28日、カンテレ）

### ミュージック・ビデオ & short story
- 平井堅「キャンバス」（2008年） 田中圭、中村ゆり出演
- 前田敦子「Flower」（2011年6月22日）
- メレンゲ「まぶしい朝」（2012年）吉沢悠、菊池亜希子出演
- AARON「七夕情人節」（2012年） 可米製作（台湾）によるshort story
- androp「End roll」（2012年） 長澤まさみ出演
- T-ARA「記憶 〜君がくれた道標〜」（2013年）
- AKB48「前しか向かねえ」（2014年）
- VIXX「花風」（2016年）
- Rihwa「ミチシルベ」（2017年）
- 「観覧車の下で会いましょう」（2018年）東急プラザ蒲田50周年記念short story　奈緒、工藤阿須加　出演

### 小説
- おもいで写眞（2020年 幻冬舎）

### ラジオドラマ
- SEEDS OF MOVIES 少女毛虫（2004年）

### OV
- 亡霊の棲む家（2000年）
- 肉体警備員　裂かれた制服（2001年）
- 陰陽師 妖魔討伐姫1 - 3（2002年 - 2003年）

### 自主映画
- HOBOS Winds will blow soon（1997年）
- RAINBOW（1999年　短編映画）